# Farés
Farés, Phares o  Pיrez (En hebreo: פֶּרֶץ Peretz, que significa brecha) según el Génesis fue el hijo de Tamar y Judá, hermano gemelo de Zara.
La razón del nombre rotura o brecha (Farés) es según el Génesis que al dar a luz Tamar, uno de ellos extendió su mano y la partera le ató en ella un hilo, diciendo: "Este ha sido el primero en salir", pero retiró su mano y el otro salió antes. Entonces dijo la comadrona: "¡Qué brecha has abierto!". Por eso fue llamado Farés. Después salió su hermano, con el hilo atado a la muñeca y por eso lo llamaron Zerah.
En Farés siguió la genealogía de Jesús, como relatan los Evangelios de Mateo (Capítulo I) y Lucas (Capítulo III-33).